# Pârâul Văii
Pârâul Văii este un curs de apă, afluent al râului Șușița. 